# سونيت 31
السونيت 31 هي واحدة من 154 سونيت كتبها الكاتب المسرحي والشاعر الإنجليزي وليم شكسبير. تندرج هذه السونيت ضمن تسلسل الشاب الجميل، وهي مجموعة من السونيتات الموجهة إلى شاب يُعتقد أن الشاعر يُعجب به أو يقدره. يُطوّر شكسبير في هذه السونيت فكرة قُدّمت في نهاية السونيت 30، حيث يصف تفوق الشاب من خلال امتلاكه لكل الحب الذي شعر به الشاعر في حياته.

## البنية
السونيت 31 هي سونيت إنجليزية شكسبيرية تقليدية، تتألف من ثلاثة مقاطع رباعية (quatrains) يتبعها ختام ثنائي (couplet). تتبع مخطط قافية التقليدي: ABAB CDCD EFEF GG. وكغيرها من السونيتات الشكسبيرية، كُتبت في الوزن الشعري الإيامبي، وهو نوع من الإيقاع الشعري يتكون من خمسة أزواج من المقاطع الضعيفة والقوية في كل سطر.
من حيث الإيقاع، السونيت منتظمة إلى حد كبير، ولكنها تتطلب بعض التعديلات في النطق، مثل دمج بعض المقاطع الصوتية أو تمديدها. في السطرين الأول والثاني، هناك تمديد لبعض المقاطع الصوتية كما في الكلمات "endearèd" و"supposèd" (مُشار إليها بـ è أدناه):
```
  ×  / ×  /  ×  /  ×   ×   /    / 
Thy bosom is endearèd with all hearts,

  ×   /  ×  /  ×    /    ×  / ×   / 
Which I by lacking have supposèd dead; (31.1-2)

```

/ = ictus، موضع مقطعي قوي. × = nonictus.

## المصدر والتحليل
انتقد نقاد مثل مالون، وكولير، وداودن، ولارسون كلمة "obsequious" بمعنى «جنائزي»[بحاجة لمصدر]؛ بينما فضل آخرون المعنى الأبسط «مطيع». اختلف النقاد في تفسيرها، لكن كلا المعنيين يضيفان طابعاً عاطفياً للنص. يُعدّل عادةً "there" في السطر الثامن من quarto إلى "thee" في الطبعات الحديثة لجعل النص أكثر وضوحاً.
يُقارن الحب الديني بشكل متكرر بتعبيرات مشابهة استخدمها شكسبير في أعمال أخرى، مثل شكوى عاشق؛ يربط جي ويلسون نايت ‏ العبارة بـ«واقع فوق شخصي تخلقه المحبة» في التسلسل ككل، يشير هذا التعبير إلى نوع من الحب السامي أو الروحي.
قام العديد من المحررين بوضع نقطة بعد "give" في السطر 11. ذلك يغير معنى السطر التالي، مما يجعل تفسير النص أكثر وضوحاً.
جادل تي دبليو بالدوين من الناحية الموضوعية بأن هذه القصيدة يجب أن تتبع مباشرةً سونيت 20 وسونيت 22. لم تلقَ هذه الحجة، مثل غيرها لإعادة ترتيب السونيتات، قبولاً واسعاً.

## قراءات إضافية
- Baldwin, T. W. (1950). On the Literary Genetics of Shakspeare's Sonnets. University of Illinois Press, Urbana.
- Hubler, Edwin (1952). The Sense of Shakespeare's Sonnets. Princeton University Press, Princeton.
- Schoenfeldt, Michael (2007). The Sonnets: The Cambridge Companion to Shakespeare's Poetry. Patrick Cheney, Cambridge University Press, Cambridge.

الطبعة الأولى؛
- شكسبير, وليم (1609). Shake-speares Sonnets: Never Before Imprinted [سونيتات شيكسبير: لم تُطبع من قبل] (بالإنجليزية). لندن: Thomas Thorpe. Retrieved 2020-04-15.
- شكسبير, وليم (1905). Lee, Sidney (ed.). Shakespeares Sonnets: Being a reproduction in facsimile of the first edition [سونيتات شيكسبير: نسخة طبق الأصل من الطبعة الأولى] (بالإنجليزية). أكسفورد: دار نشر جامعة أكسفورد. OCLC:458829162. Retrieved 2020-04-15.

طبعات مختلفة؛
- شكسبير, وليم (1916). Alden, Raymond Macdonald (ed.). The Sonnets of Shakespeare [سونيتات شيكسبير] (بالإنجليزية). بوسطن: Houghton Mifflin Company. OCLC:234756. Retrieved 2020-04-15.
- شكسبير، وليم (1944). Rollins، Hyder Edward (المحرر). A New Variorum Edition of Shakespeare: The Sonnets [2 Volumes] [طبعة فاريورم الجديدة من سونيتات شيكسبير [مجلدان]]. فيلادلفيا: ليبينكوت  [لغات أخرى]‏. OCLC:6028485.{{استشهاد بكتاب}}:  صيانة الاستشهاد: علامات ترقيم زائدة (link)

الطبعات النقدية الحديثة؛
- شكسبير، وليم (2007). Atkins، Carl D. (المحرر). Shakespeare's Sonnets: With Three Hundred Years of Commentary [سونيتات شيكسبير: مع ثلاثة قرون من التعليقات]. ماديسون: Fairleigh Dickinson University Press. ISBN:978-0-8386-4163-7. OCLC:86090499.
- شكسبير، وليم (2000) [الطبعة الأولى 1977]. Booth، Stephen (المحرر). Shakespeare's Sonnets [سونيتات شيكسبير] (ط. منقحة). نيو هافن: Yale Nota Bene. ISBN:0-300-01959-9. OCLC:2968040.
- شكسبير، وليم (2002). Burrow، Colin (المحرر). The Complete Sonnets and Poems [السونيتات والقصائد الكاملة]. The Oxford Shakespeare. أكسفورد: دار نشر جامعة أكسفورد. ISBN:978-0192819338. OCLC:48532938.
- شكسبير، وليم (2010) [الطبعة الأولى 1997]. Duncan-Jones، Katherine (المحرر). Shakespeare's Sonnets [سونيتات شيكسبير]. The Arden Shakespeare, السلسلة الثالثة (ط. منقحة). لندن: دار بلومزبري. ISBN:978-1-4080-1797-5. OCLC:755065951.
- شكسبير، وليم (1996). Evans، G. Blakemore (المحرر). The Sonnets [سونيتات شيكسبير]. The New Cambridge Shakespeare. كامبريدج: مطبعة جامعة كامبريدج. ISBN:978-0521294034. OCLC:32272082.
- شكسبير، وليم (1995) [الطبعة الأولى 1986]. Kerrigan، John (المحرر). The Sonnets ; and, A Lover's Complaint [سونيتات شيكسبير؛ و، شكوى عاشق]. New Penguin Shakespeare (ط. منقحة). دار بنجوين للنشر. ISBN:0-14-070732-8. OCLC:15018446.
- شكسبير، وليم (2006). Mowat، Barbara A.؛ Werstine، Paul (المحررون). Shakespeare's Sonnets & Poems [سونيتات وقصائد شيكسبير]. مكتبة فولجر الشكسبيرية. نيويورك: Washington Square Press. ISBN:978-0743273282. OCLC:64594469.
- شكسبير، وليم (2001). Orgel، Stephen (المحرر). The Sonnets [سونيتات شيكسبير]. The Pelican Shakespeare (ط. منقحة). نيويورك: دار بنجوين للنشر. ISBN:978-0140714531. OCLC:46683809.
- شكسبير، وليم (1997). Vendler، Helen (المحرر). The Art of Shakespeare's Sonnets [فن سونيتات شيكسبير]. كامبريدج، ماساتشوستس: دار نشر جامعة هارفارد. ISBN:0-674-63712-7. OCLC:36806589.

## روابط خارجية
- إعادة صياغة وتحليل (شكسبير-اون لاين)
- التحليل